# Liste d'organisations patronales belges
Les employeurs en Belgique se sont regroupés au sein de fédération patronales par secteur d'activité tant au niveau national qu'au niveau régional.

La Fédération des entreprises de Belgique (FEB) est l'organisation patronale interprofessionnelle qui représente tant les petites et moyennes entreprises que les grandes entreprises.

## Associations d'employeurs

### Par territoire
- Fédération des entreprises de Belgique (FEB) -
- Unizo - Indépendants flamands -
- Union des classes moyennes (UCM) - Indépendants francophones -
- Maison des Indépendants (MDI) -
- Union des entreprises à profit social (UNISOC) - Employeurs du secteur à profit social
- Union des Entreprises de Bruxelles -
- Union wallonne des entreprises -
- Vlaams Economisch Verbond (VEV / VOKA) -

### Corporatifs
- le Boerenbond (syndicat paysan flamand, historiquement très proche des sociaux-chrétiens flamands, aujourd'hui CD&V)
- l'ABSIM (syndicat des médecins)

### Par secteur d'activité
- Agoria - Secteur technologique -
- Association belge des Banques -
- Assuralia - Entreprises d'assurances -
- Confédération Construction -
- Federgon - Partenaires de l'emploi -
- Comeos - Entreprises de distribution -
- Fedichem - Secteur chimique -